# Herança

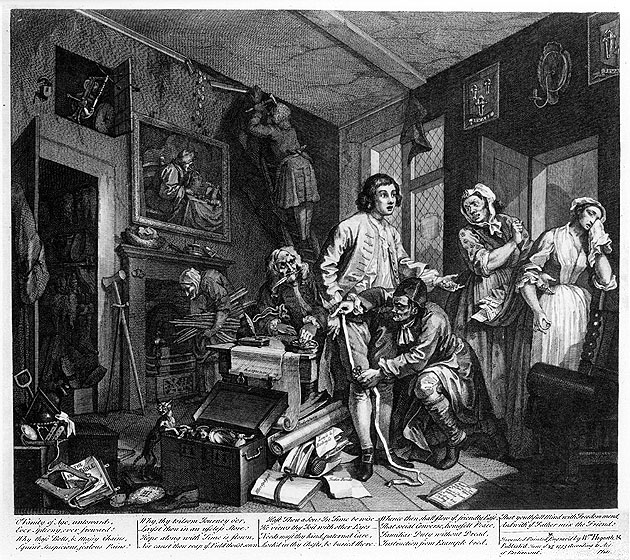
Gravura do humorista satírico William Hogarth, "O jovem Tom toma posse de sua herança", da série A vida de um libertino

Herança (do latim haerentia) ou herdade (do latim heredidatem) são os bens, direitos e obrigações de uma pessoa que morreu, deixada a seus sucessores legais, ditos herdeiros. É a parcela do patrimônio de alguém, transferida a certas pessoas elencadas na lei como titulares desse direito - os sucessores.
O inventário é o registro desta transmissão e a petição é a ação que compete ao herdeiro legítimo para reconhecimento de seu direito sucessório, ou, contra a quem esteja pretendendo ter o direito de deter tudo ou parte da herança, ter o reconhecimento na qualidade de herdeiro e restituição dos bens que estavam de posse de terceiros.
A transferência e a divisão (ou partilha) da herança é feita, no Brasil através da Justiça (inventário, alvará judicial ou arrolamento) ou através de do cartório.